# J.League Pro Striker 2
J.League Pro Striker 2 (Jリーグプロストライカー2) est un jeu vidéo de football sorti en 1994 sur Mega Drive. Il est sorti uniquement au Japon.

## Accueil
- Famitsu : 24/40[1]
- Mega Fun : 77 %[2]